# Lequitura (Aldeia)
Lequitura ist eine osttimoresische Aldeia im Suco Lequitura (Verwaltungsamt Aileu, Gemeinde Aileu). 2015 lebten in der Aldeia 448 Menschen.

## Geographie und Einrichtungen
Die Aldeia Lequitura bildet die Südwestecke des gleichnamigen Sucos. Nordwestlich befindet sich die Aldeia Erluli, nordöstlich die Aldeia Rairema und östlich die Aldeia Riheun. Im Westen grenzt die Aldeia Lequitura  an den Suco Lahae und im Süden an die Gemeinde Ainaro mit ihrem Suco Maubisse (Verwaltungsamt Maubisse). In der Aldeia Lequitura entspringt der Oharlefa, der zum Flusssystem des Nördlichen Laclós gehört.
Durch die Aldeia führt die Überlandstraße von Aileu nach Maubisse. An ihr befindet sich der Ort Lequitura. Hier gibt es eine Grundschule. Etwas weiter nördlich führt die Überlandstraße durch das Dorf Hatoleta, dessen Westhälfte in der Aldeia Erluli liegt. Im äußersten Norden der Aldeia zweigt eine Straße von der Überlandstraße nach Osten ab und führt zum Weiler Erhil, der zum Teil in der Aldeia Rairema liegt.

## Politik
2023 wurde Fernando Mendonҫa zum Chefe de Aldeia gewählt.